# Redleiten
Redleiten là một đô thị thuộc huyện Vöcklabruck thuộc bang Oberösterreich, Áo. Đô thị Redleiten có diện tích 14 km², dân số thời điểm năm 2006 là 482 người.